# Brunéi en los Juegos Paralímpicos de Londres 2012
Brunéi estuvo representado en los Juegos Paralímpicos de Londres 2012 por un deportista masculino. El equipo paralímpico bruneano no obtuvo ninguna medalla en estos Juegos.